# Emmanuel Lubezki
Emmanuel Lubezki, właśc. Emmanuel Lubezki Morgenstern (ur. 30 listopada 1964 w Meksyku) – meksykański operator filmowy, zdobywca Oscara za najlepsze zdjęcia do filmów: Grawitacja (2013), Birdman (2014) i Zjawa (2015).
Począwszy od swojego debiutu, w 1985 (krótkometrażówką Sera por eso que la quiero tanto), Emmanuel Lubezki pracował przy stworzeniu przeszło 30 filmów. Współpracował m.in. z Timem Burtonem, Terrence’em Mallickiem, Mikiem Nicholsem oraz Michaelem Mannem, istotne wydają się jednak wyniki pracy z innym Meksykaninem, reżyserem Alfonso Cuarónem. Drugi – po Sólo con tu pareja – z sześciu nakręconych wspólnie filmów (Mała księżniczka) przyniósł uznanemu już w ojczyźnie, ale niedocenianemu dotychczas w Stanach, Lubezkiemu, debiutancką nominację do Oscara, czyniąc go jednym z najbardziej uznanych operatorów Hollywood.
Nominowany do Oscara między innymi za filmy: Jeździec bez głowy (1999), Podróż do Nowej Ziemi (2006), Ludzkie dzieci (2007), Drzewo życia (2011), aż w 2014 roku doczekał się statuetki za najlepsze zdjęcia do filmu Grawitacja, a w 2015 roku kolejnej za film Birdman. Trzecią statuetkę z rzędu zdobył w 2016 za film Zjawa.

## Filmografia
- 1985 Sera por eso que la quiero tanto
- 1991 Sólo con tu pareja
- 1992 Przepiórki w płatkach róży
- 1993 Miroslava
- 1994 Ámbar
- 1995 Spacer w chmurach
- 1995 Mała księżniczka
- 1996 Klatka dla ptaków
- 1998 Wielkie nadzieje
- 1998 Joe Black
- 1999 Jeździec bez głowy
- 2000 Na pierwszy rzut oka
- 2001 I twoją matkę też
- 2001 Ali
- 2002 Frida
- 2003 Kot
- 2004 Zabić prezydenta
- 2004 Lemony Snicket: Seria niefortunnych zdarzeń
- 2005 Podróż do Nowej Ziemi
- 2006 Ludzkie dzieci
- 2008 Tajne przez poufne
- 2011 Drzewo życia
- 2012 Wątpliwości
- 2013 Grawitacja
- 2014 Birdman
- 2015 Zjawa
- 2015 Ostatnie dni na pustyni
- 2015 Rycerz pucharów
- 2017 Song to Song

## Nagrody
- Nagroda Akademii Filmowej
  - 2014: Grawitacja
  - 2015: Birdman
  - 2016: Zjawa
- Nagroda BAFTA
  - 2007: Ludzkie dzieci
  - 2014: Grawitacja
  - 2015: Birdman